# Durán (Ecuador)
Durán es una ciudad ecuatoriana; es cabecera del cantón homónimo, así como la segunda urbe más grande y poblada de la Provincia de Guayas. Se localiza en la orilla derecha del río Guayas, al centro de la región litoral del Ecuador, frente a Guayaquil, capital provincial, a la que está conectada por el puente de la Unidad Nacional, a una altitud de 4 m s. n. m. y con un clima lluvioso tropical de 24,2 °C en promedio.
En el censo de 2022 tenía una población de 295.211 habitantes, lo que la convierte en la quinta ciudad más poblada del país, detrás de Guayaquil, Quito,  Cuenca y Santo Domingo. Forma parte del área metropolitana de Guayaquil, pues su actividad económica, social y comercial está fuertemente ligada a Guayaquil, siendo "ciudad dormitorio" para miles de personas que cruzan a dicha urbe por vía terrestre. El conglomerado alberga a 3'618.450 habitantes, y ocupa la primera posición entre las conurbaciones del Ecuador.
Sus orígenes datan del siglo XIX, pero es a mediados del siglo XX, debido a su ubicación geográfica, como punto de partida del Ferrocarril Transandino, cuando presenta un acelerado crecimiento demográfico hasta establecer un poblado urbano, que sería posteriormente, uno de los principales núcleos urbanos de la nación. Es uno de los más importantes centros administrativos, económicos, industriales y comerciales del Ecuador. Las actividades principales de la ciudad son el comercio, y la industria.

## Toponimia
El señor José Durán Maristany, de origen español (El Masnou, Barcelona) se estableció en esta zona y construyó una piladora y un hotel llamado Hotel Durán; las personas se acostumbraron a decir vamos a "Durán". Esto cuando Durán era aún un caserío y existía únicamente por el ferrocarril. José Durán donó las tierras por donde cruzaría el ferrocarril en la época del entonces presidente Eloy Alfaro. A su vez, Durán es un apellido patronímico de origen español que proviene del occitano Durandus que significa "que ha de durar".

## Historia

### Orígenes
En la era precolombina, la región de Guayaquil estaba habitada por varios asentamientos entre las cuales se encontraban diversas culturas, religiones y cacicazgos. Estos pueblos constaban de organización política, acciones guerreras, e intercambio comercial con otros pueblos localizados hacia el sur en el actual Perú, y hacia el norte en el actual México, por la navegación en balsas, apoyándose en la estructura fluvial del río Guayas. Los pueblos que se establecieron en las cercanías al río fueron producto de la migración que se produjo a partir de la cultura Manteña, siendo estos conocidos como "Manteños del Sur" o como cultura Huancavilca. En el último período de la era prehispánica, el período de Integración, los huancavilcas abarcaron la mayor parte de la actual provincia del Guayas y otras provincias aledañas, en la cual también se desarrollaron otras culturas. Estas culturas se desarrollaron independientes de otras hasta la conquista española.
Poco tiempo después de que Francisco Pizarro comenzó la conquista del Perú, y con el fin de colonizar y expandir el dominio español hacia el norte del antiguo Imperio Inca, ordenó la fundación de la Villa de Santiago de Quito en 1534, cerca de la actual ciudad de Riobamba, pero al cabo de poco tiempo se ordenó su traslado a un lugar dentro del territorio inca, es debido a esto que parten dos expediciones. Una de las expeciones tomó rumbo norte, la cual fundaría en lo posterior la ciudad de San Francisco de Quito. Mientras tanto, la otra expedición tomó rumbo hacia el suroeste y llegaría a la región litoral, con lo cual se establecen en varios sectores pero son expulsados de ellos por la resistencia nativa.

### Época colonial e independencia
En 1763 el Corregimiento de Guayaquil se transformó en el Gobierno de Guayaquil, y pasó de formar parte del Virreinato del Perú al Virreinato de Nueva Granada.
Después de que en otras partes de la Real Audiencia de Quito se realizaran intentos fallidos de emancipación, el 9 de octubre de 1820 la ciudad de Guayaquil declaró su independencia del Imperio español., y con esto Durán pasó a formar parte de la Provincia Libre de Guayaquil. Además, para asegurar la soberanía e independencia de Guayaquil y sus alrededores se creó la División Protectora de Quito, mediante la cual se pretendía independizar al resto de la Presidencia de Quito, dando paso así al comienzo de la guerra de independencia de la región.

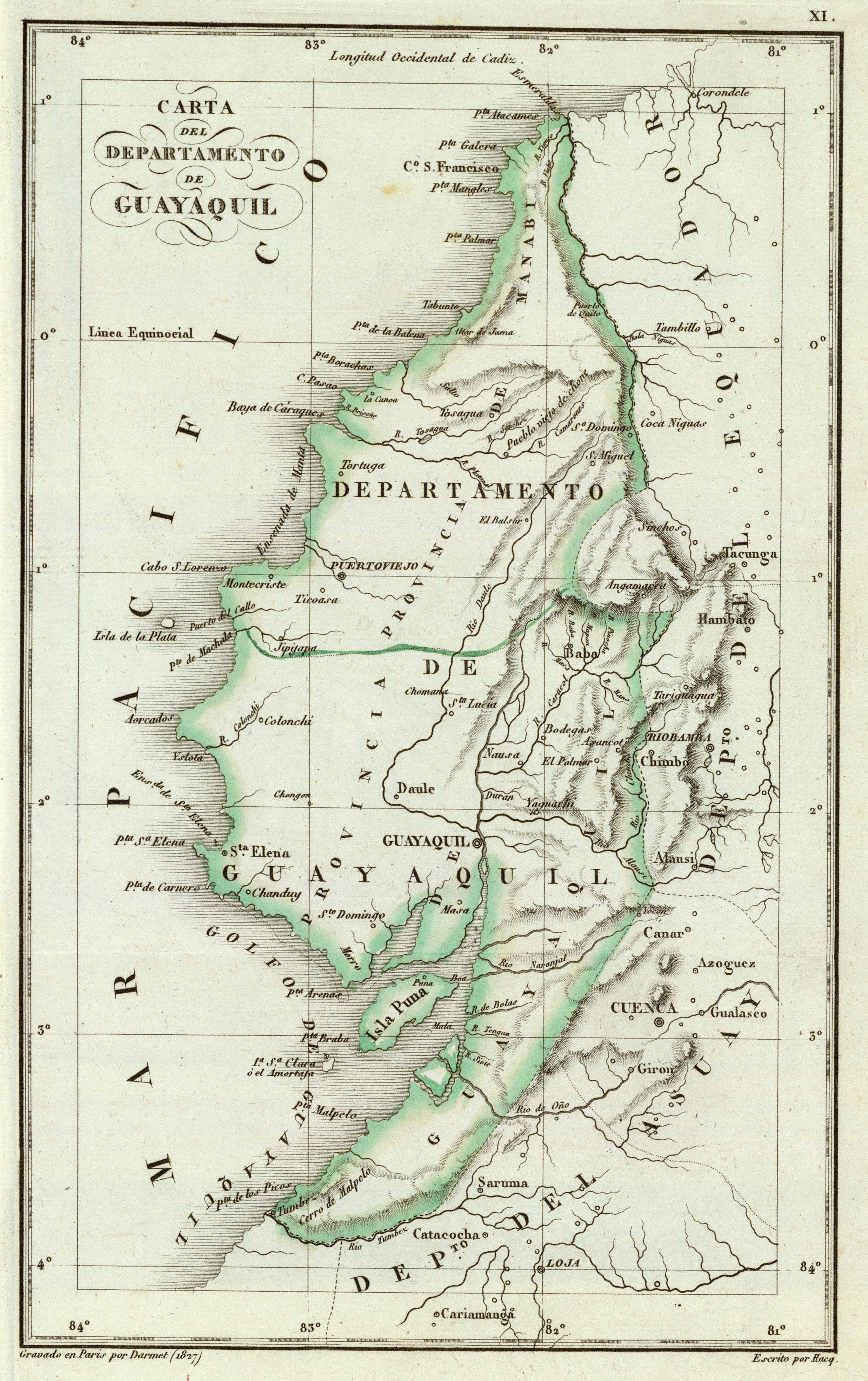
Extensión territorial de la Provincia Libre de Guayaquil integrada posteriormente a la Gran Colombia.

El ejército guayaquileño mantuvo una serie de batallas para asegurar la independencia de la ciudad y de su provincia, sin embargo, los ejércitos realistas se seguían reunificando en la serranía. El presidente Olmedo decidió pedir ayuda a los demás libertadores de América del Sur, con lo cual obtuvo la asistencia de Simón Bolívar, quien envió a Antonio José de Sucre con un ejército considerable a favor de la causa emancipadora. A partir de aquello los ejércitos libertadores se consolidaron en el litoral, ingresaron al callejón interandino donde tomaron rumbo norte, manteniendo varias batallas y finalmente el 24 de mayo de 1822 derrotaron a las fuerzas realistas en la Batalla de Pichincha que consolidó la independencia de los territorios de la antigua Real Audiencia de Quito.
Luego de haberse alcanzado la independencia, Quito y Cuenca se anexaron rápidamente a la Gran Colombia, mientras que Bolívar intentaba también la anexión de la Provincia Libre de Guayaquil. Sin embargo, el pueblo consideraba también los opciones de adherirse al Perú o permanecer independientes. José de San Martín también mostró su deseo de que esta ciudad se una al Perú, motivo por el cual Bolívar decide ingresar a la ciudad con un ejército y esperar a San Martín, a raíz de esto Olmedo se autoexilia. El encuentro de los libertadores, denominado como la Entrevista de Guayaquil se dio el 26 de julio de 1822, y tuvo como resultado los acuerdos de la definición de la independencia peruana y la anexión de Guayaquil a la Gran Colombia. El 31 de julio de 1822, el estado guayaquileño se convirtió en el Departamento de Guayaquil, que a su vez formó parte del Distrito del Sur de la Gran Colombia.

### Época republicana

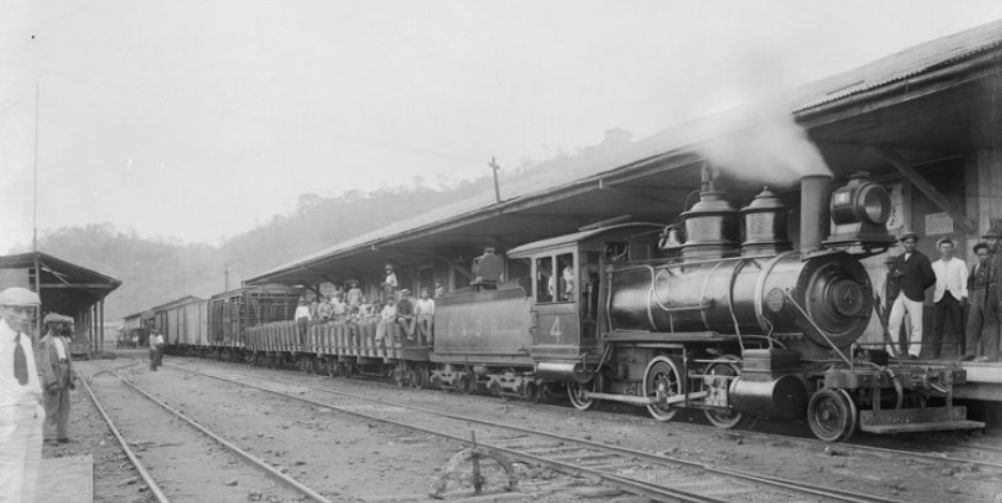
Estación de Trenes de Durán en 1910.

Hasta ese momento, Durán no existía como tal, pero a fines del siglo XIX en las faldas del cerro Las Cabras, comienzan a asentarse cientos de familias. Desde entonces Durán ha crecido rápidamente; a consecuencia de esto, el 16 de octubre de 1902 Durán fue nombrada parroquia rural del Cantón Guayaquil. En 1899 comenzó la construcción del Ferrocarril Transandino por el general Eloy Alfaro, el objetivo del ferrocarril fue unir las dos ciudades más grandes del país: Guayaquil y Quito, pero, para ahorrar dinero y no construir un puente en el río Guayas, el ferrocarril fue construido desde Durán. Desde entonces, gracias al ferrocarril y por su cercanía con Guayaquil, Durán ha crecido aceleradamente y ha alcanzado un notable desarrollo agrícola, industrial y comercial. En 1920, el Consejo Provincial del Guayas cambia el nombre de la parroquia a Eloy Alfaro.
Durante la presidencia del ingeniero León Febres-Cordero Rivadeneira, el viernes 10 de enero de 1986 Durán fue elevado a la categoría de Cantón de la Provincia de Guayas. Gracias a su rápido crecimiento Durán se ha convertido en la sexta ciudad más poblada del país y una de la más importantes.

## Geografía

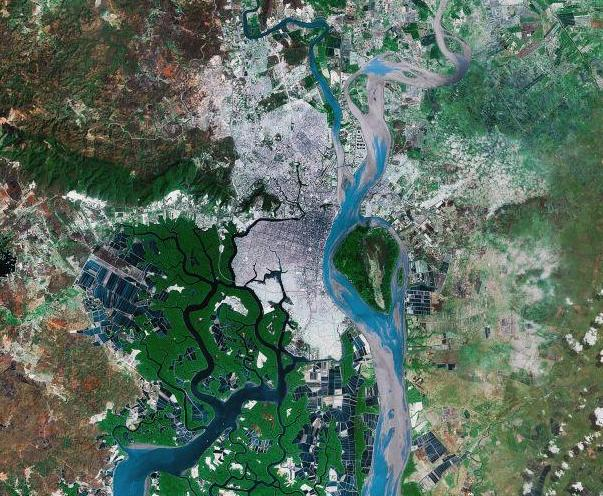
Imagen satelital de Guayaquil (izquierda) y Durán (derecha)

Se encuentra en la región litoral de Ecuador a la izquierda del río Guayas y de la isla Santay, frente a Guayaquil.
El cantón se encuentra situado en la cuenca baja del río Guayas, que nace en las provincias de Pichincha y de Cotopaxi, y desemboca en el Golfo de Guayaquil en el Océano Pacífico. Recibe las aguas de los ríos Daule y Babahoyo. El Daule y sus afluentes bañan las provincias de Manabí, Los Ríos y Guayas. El Babahoyo está formado por el río Yaguachi, y éste por la unión de los ríos Chimbo y Chanchán. Recorre las provincias de Chimborazo, Los Ríos y Guayas. La cuenca del Guayas es la más grande de la vertiente del Pacífico, con 40 000 km² y una extensa área de la costa ecuatoriana bañada por el río del mismo nombre y toda su red de afluentes.
Los dos más importantes afluentes, el Daule y el Babahoyo, se unen al norte de la ciudad formando un gran caudal que descarga en el Golfo de Guayaquil. El cantón es en su mayor parte llano, su principal elevación es el cerro Las Cabras.

### Clima
De acuerdo con la clasificación climática de Köppen, Durán experimenta un clima ecuatorial lluvioso (Af), el cual se caracteriza por las temperaturas altas. Su temperatura promedio anual es de 24,2 °C; con un promedio de 25,4  °C, abril es el mes más cálido, mientras agosto es el mes más frío, con 23,1 °C en promedio. Si bien la temperatura real no es extremadamente alta, la humedad hace que la sensación térmica se eleve hacia los 35 °C o más. Es un clima isotérmico por sus constantes precipitaciones durante todo el año (amplitud térmica anual inferior a 3 °C entre el mes más frío y el más cálido), además de lluvias abundantes y regulares siempre superiores a 2800 mm por año; hay una diferencia de 371 mm de precipitación entre los meses más secos y los más húmedos; marzo (20 días) tiene los días más lluviosos por mes en promedio, mientras la menor cantidad de días lluviosos se mide en noviembre (12 días). La humedad relativa también es constante, con un promedio anual de 83,7%. Las estaciones del año no son sensibles en la zona ecuatorial, no obstante, su proximidad al océano Pacífico hace que las corrientes de Humboldt (fría) y de El Niño (cálida) marquen dos períodos climáticos bien diferenciados: un pluvioso y cálido invierno, que va de diciembre a junio, y un "verano" ligeramente más fresco y seco, entre julio y noviembre.
| Parámetros climáticos promedio de Durán, Ecuador | Parámetros climáticos promedio de Durán, Ecuador | Parámetros climáticos promedio de Durán, Ecuador | Parámetros climáticos promedio de Durán, Ecuador | Parámetros climáticos promedio de Durán, Ecuador | Parámetros climáticos promedio de Durán, Ecuador | Parámetros climáticos promedio de Durán, Ecuador | Parámetros climáticos promedio de Durán, Ecuador | Parámetros climáticos promedio de Durán, Ecuador | Parámetros climáticos promedio de Durán, Ecuador | Parámetros climáticos promedio de Durán, Ecuador | Parámetros climáticos promedio de Durán, Ecuador | Parámetros climáticos promedio de Durán, Ecuador | Parámetros climáticos promedio de Durán, Ecuador |
| Mes                                              | Ene.                                             | Feb.                                             | Mar.                                             | Abr.                                             | May.                                             | Jun.                                             | Jul.                                             | Ago.                                             | Sep.                                             | Oct.                                             | Nov.                                             | Dic.                                             | Anual                                            |
| ------------------------------------------------ | ------------------------------------------------ | ------------------------------------------------ | ------------------------------------------------ | ------------------------------------------------ | ------------------------------------------------ | ------------------------------------------------ | ------------------------------------------------ | ------------------------------------------------ | ------------------------------------------------ | ------------------------------------------------ | ------------------------------------------------ | ------------------------------------------------ | ------------------------------------------------ |
| Temp. máx. media (°C)                            | 28.1                                             | 28.2                                             | 28.6                                             | 28.7                                             | 28.0                                             | 27.0                                             | 26.8                                             | 27.1                                             | 27.4                                             | 27.6                                             | 28.2                                             | 28.6                                             | 27.9                                             |
| Temp. media (°C)                                 | 24.9                                             | 25.1                                             | 25.4                                             | 25.4                                             | 24.8                                             | 23.7                                             | 23.1                                             | 23.1                                             | 23.2                                             | 23.4                                             | 23.9                                             | 24.7                                             | 24.2                                             |
| Temp. mín. media (°C)                            | 23.0                                             | 23.2                                             | 23.4                                             | 23.4                                             | 22.8                                             | 21.6                                             | 21.0                                             | 20.7                                             | 20.7                                             | 21.0                                             | 21.3                                             | 22.4                                             | 22                                               |
| Precipitación total (mm)                         | 315                                              | 405                                              | 460                                              | 369                                              | 300                                              | 197                                              | 154                                              | 113                                              | 128                                              | 110                                              | 89                                               | 173                                              | 2813                                             |
| Días de precipitaciones (≥ 1.0 mm)               | 19                                               | 19                                               | 20                                               | 19                                               | 19                                               | 18                                               | 16                                               | 14                                               | 15                                               | 14                                               | 12                                               | 15                                               | 200                                              |
| Horas de sol                                     | 195.3                                            | 179.2                                            | 213.9                                            | 207                                              | 192.2                                            | 156                                              | 148.8                                            | 142.6                                            | 138                                              | 124                                              | 132                                              | 179.8                                            | 2008.8                                           |
| Humedad relativa (%)                             | 85                                               | 87                                               | 86                                               | 86                                               | 86                                               | 86                                               | 84                                               | 82                                               | 82                                               | 81                                               | 79                                               | 80                                               | 83.7                                             |
| Fuente: Climate-data.org                         |                                                  |                                                  |                                                  |                                                  |                                                  |                                                  |                                                  |                                                  |                                                  |                                                  |                                                  |                                                  |                                                  |

## Política

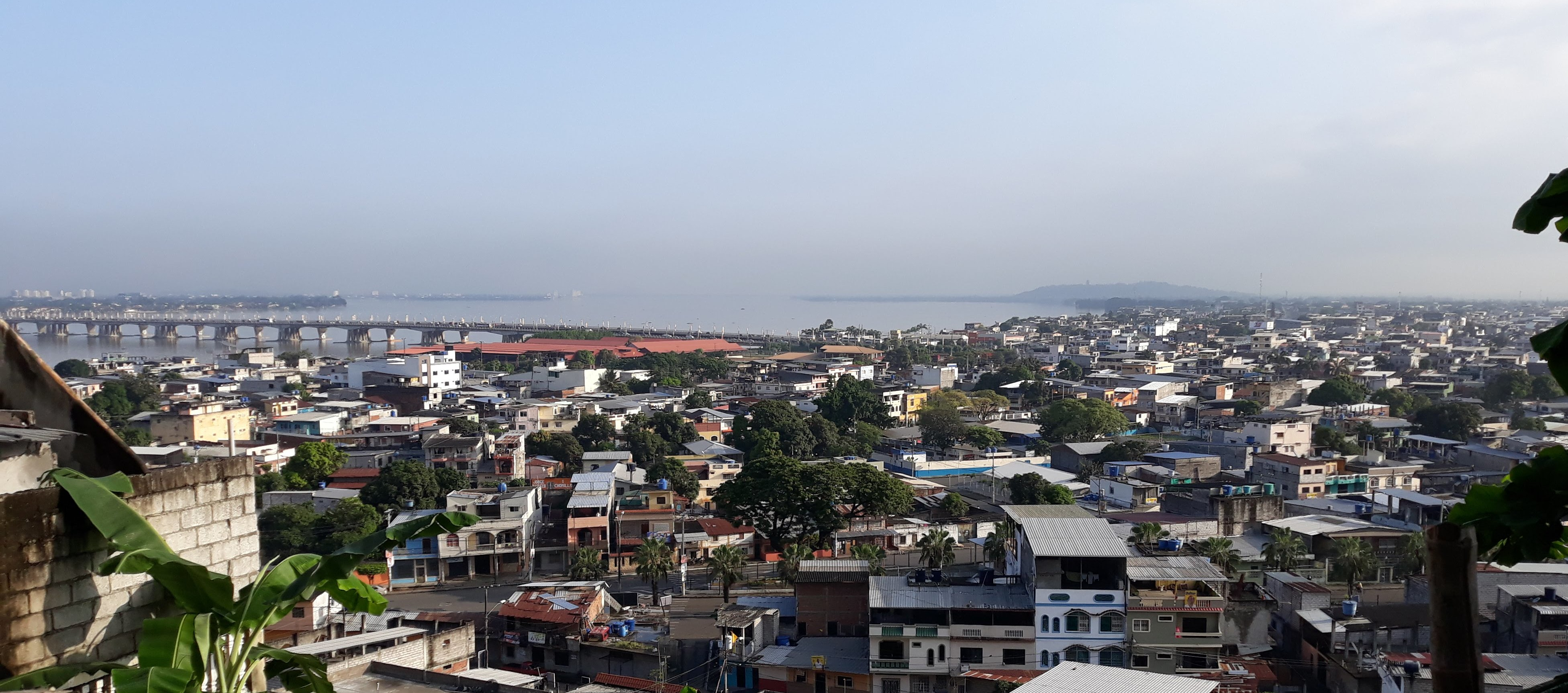
Vista del Puente de la Unidad Nacional desde Durán.

Territorialmente, la ciudad de Durán está organizada en 3 parroquias urbanas. El término "parroquia" es usado en el Ecuador para referirse a territorios dentro de la división administrativa municipal.
La ciudad y el cantón Durán, al igual que las demás localidades ecuatorianas, se rige por una municipalidad según lo previsto en la Constitución de la República. El Gobierno Autónomo Descentralizado Municipal de Durán, es una entidad de gobierno seccional que administra el cantón de forma autónoma al gobierno central. La municipalidad está organizada por la separación de poderes de carácter ejecutivo representado por el alcalde, y otro de carácter legislativo conformado por los miembros del concejo cantonal.
La Municipalidad de Durán, se rige principalmente sobre la base de lo estipulado en los artículos 253 y 264 de la Constitución Política de la República y en la Ley de Régimen Municipal en sus artículos 1 y 16, que establece la autonomía funcional, económica y administrativa de la Entidad.

### Alcaldía
El poder ejecutivo de la ciudad es desempeñado por un ciudadano con título de Alcalde del Cantón Durán, el cual es elegido por sufragio directo en una sola vuelta electoral,sin fórmulas o binomios en las elecciones municipales. El vicealcalde no es elegido de la misma manera, ya que una vez instalado el Concejo Cantonal se elegirá entre los ediles un encargado para aquel cargo. El alcalde y el vicealcalde duran cuatro años en sus funciones, y en el caso del alcalde, tiene la opción de reelección inmediata o sucesiva. El alcalde es el máximo representante de la municipalidad y tiene voto dirimente en el concejo cantonal, mientras que el vicealcalde realiza las funciones del alcalde de modo suplente mientras no pueda ejercer sus funciones el alcalde titular.
El alcalde cuenta con su propio gabinete de administración municipal mediante múltiples direcciones de nivel de asesoría, de apoyo y operativo. Los encargados de aquellas direcciones municipales son designados por el propio alcalde. Actualmente, el alcalde de Durán es Luis Chonillo, elegido para el periodo 2023 - 2027.

### Concejo cantonal

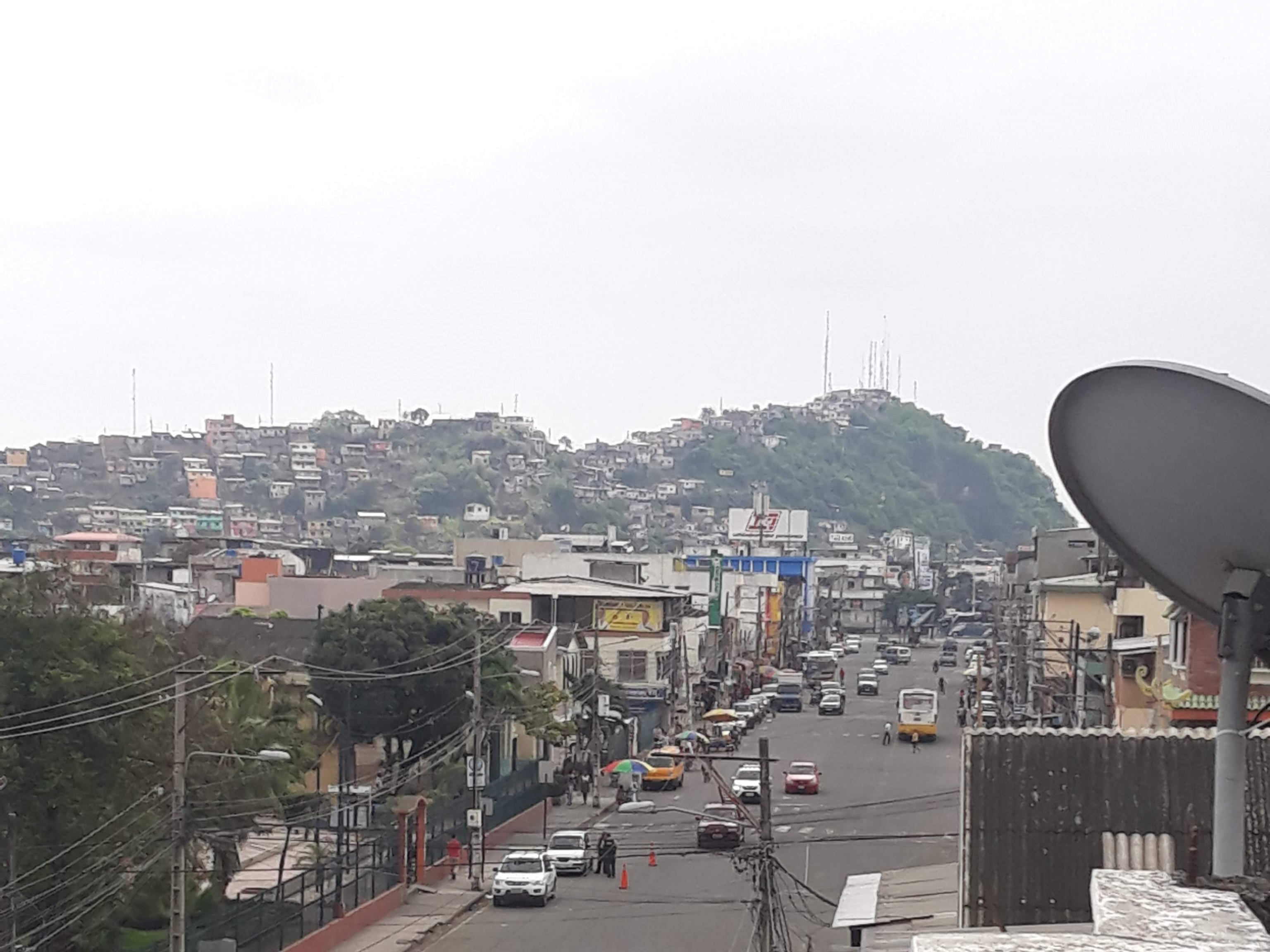
Centro de Durán, Avenida Samuel Cisneros.

El poder legislativo de la ciudad es ejercido por el Concejo Cantonal de Durán el cual es un pequeño parlamento unicameral que se constituye al igual que en los demás cantones mediante la disposición del artículo 253 de la Constitución Política Nacional. De acuerdo a lo establecido en la ley, la cantidad de miembros del concejo representa proporcionalmente a la población del cantón.
Durán posee 11 concejales, los cuales son elegidos mediante sufragio (Sistema D'Hondt) y duran en sus funciones cuatro años pudiendo ser reelegidos indefinidamente. De los once ediles, 6 representan a la "circunscripción 1" mientras que 5 representan a la "circunscripción 2". El alcalde y el vicealcalde presiden el concejo en sus sesiones. Al recién instalarse el concejo cantonal por primera vez los miembros eligen de entre ellos un designado para el cargo de vicealcalde de la ciudad.

### Parroquias urbanas
- Divino Niño[16]
- Eloy Alfaro
- El Recreo

## Demografía
La ciudad de Durán forma parte de la Conurbación de Guayaquil. Además es la segunda ciudad más poblada del Guayas:
| Población de la Provincia del Guayas |                          |             |           |
| Posición en Guayas                   | Posición en todo el país | Ciudad      | Población |
| 1                                    | 1                        | Guayaquil   | 2 291 158 |
| 2                                    | 6                        | Durán       | 303 910   |
| 3                                    | 14                       | Milagro     | 195 943   |
| 4                                    | 19                       | Daule       | 65 145    |
| 5                                    | 29                       | Samborondón | 42 637    |

## Turismo
Durán ofrece escasos puntos turísticos como su malecón, muelles, el Santuario del Divino Niño, al cual, el 25 de cada mes acuden muchos devotos, siendo el 25 de diciembre la celebración religiosa más grande que incluye una multitudinaria peregirnación. Hasta el 2014, año de su cierre definitivo, funcionaba la "Feria Internacional del Ecuador" o más conocida como la "Feria de Durán" donde se celebraba festivales, exposiciones comerciales y conciertos. En los últimos años la Fundación Malecón 2000 de Guayaquil patrocina un proyecto de desarrollo que comprende el impulso de la comunidad y la conservación de la flora y de fauna de la Isla Santay, isla que pertenece a Durán, y que tiene un desarrollo turístico.
Malecón de Durán, que está ubicado en las calles malecón entre Quito y Yaguachi. Donde se puede disfrutar de áreas verdes, un mirador, juegos infantiles y un muelle fluvial. La Cooperativa UrbaDuran Línea 17-4, cuya frecuencia es cada 10 minutos, deja en la calle de atrás que se llama Cuenca. El Santuario del Divino Niño Jesús, se encuentra ubicado en la Cdla. Pedro Menéndez Gilbert. El 25 de diciembre de cada año se realiza una procesión. Para llegar a este Santuario se puede utilizar cualquiera de las siguientes opciones: Cooperativa Panorama Línea 81. Cooperativa 16 de Octubre línea 18 ruta 1 y 6. Cooperativa UrbaDuran 17-4 Todas las rutas de buses dejan en la calle Nicolás Lapentti a la entrada de la cdla. Pedro Menéndez Gilbert, desde ahí se debe caminar alrededor de tres cuadras por la calle principal hasta llegar al santuario. El Humedal Isla Santay, está ubicado frente a la cabecera cantonal de Durán en el Río Guayas. Fue declarado sitio Ramsar # 1041. En este ecosistema se encuentran cuatro especies de mangles, flora y fauna característica de este tipo de hábitat. Su único acceso es mediante lanchas durante el día y es recomendable evitar hacerlo en aguaje.

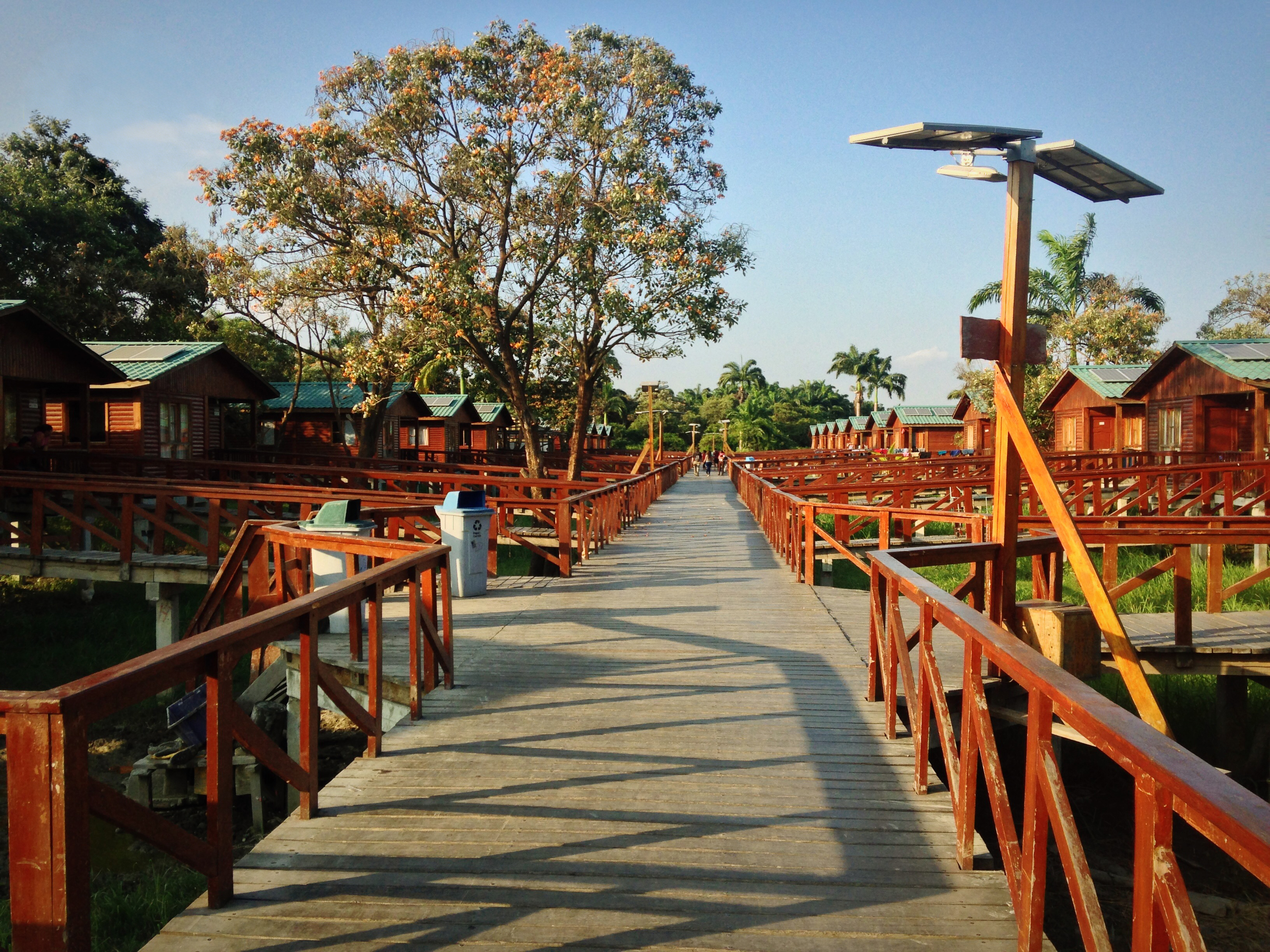
La isla Santay, principal destino turístico de Durán

La Feria de Durán, la que se lleva a cabo en el Recinto (km. 2 1⁄2 Av. León Febres Cordero). Se realiza los primeros días de octubre, durante el evento se hace la presentación de distintos productos y por la noche se puede apreciar la presentación de artistas invitados. Se puede llegar en la Cooperativa Panorama Línea 81 Ruta 1. La Exposición Nacional de Ganadería, se la realiza en el kilómetro 5 1⁄2 vía Durán – Yaguachi, en los primeros días de octubre. Aquí se presentan las mejores razas de ganado de los hacendados del Ecuador. 
Además tiene la "Estación de Tren Ecuador, Durán" desde la estación de Durán parte la ruta Sendero de Arrozales. En este recorrido el turista podrá conocer la flora y fauna de la zona además de la historia arquitectónica, religiosa y libertaria de sus pueblos.  En el destino de Yaguachi se ofrece el servicio del Café del Tren y como opcional se puede realizar un city tour con visita a la catedral. Las frecuencias de salida son de jueves a domingo y feriados a las 09:00, y 13:15 horas.

## Transporte

### Autobuses
- Urbanos

| Línea | Trayecto                    |
| ----- | --------------------------- |
| L1    | Elsa Bucarám - Abel Gilbert |
| L2    | Los Tubos - Primavera 2     |
| L3    | -                           |
| L4    | La Primavera 2 - El Recreo  |
| L5    | Panorama - Arbolito         |

- Interurbanos

| Línea | Trayecto                                      |
| ----- | --------------------------------------------- |
| 17-1  | La Primavera 2 - Guayaquil Terminal Terrestre |
| 17-2  | La Primavera 2 - Guayaquil Centro             |
| 17    | La Primavera 2 - La Puntilla - La Aurora      |
| 17-A  | Guayaquil Centro - Puntilla Aurora            |
| 18-1  | 28 de agosto - Guayaquil Centro               |
| 18-2  | Los Tubos - Guayaquil Centro                  |
| 81    | Abel Gilbert - Guayaquil Centro               |
| 81-1  | Panaorama - Guayaquil Centro                  |
| 81-1  | Expalsa - Guayaquil Centro                    |
| 81-3  | El Recreo - Guayaquil Centro                  |
| 81-2  | El Dorado (El Recreo) - Guayaqui Centro       |
| 81-R  | El Recreo - La Puntilla - La Aurora           |
| 81-T  | Terminal terrestre Guayaquil- Recreo          |

### Ferrocarril
Desde la estación de Durán se puede realizar viajes a Quito y a numerosas poblaciones de la provincia como Yaguachi, Milagro y General Antonio Elizalde (Bucay).

## Medios de comunicación
La ciudad posee una red de comunicación en continuo desarrollo y modernización. En la ciudad se dispone de varios medios de comunicación como prensa escrita, radio, televisión, telefonía, Internet y mensajería postal.
- Telefonía: Si bien la telefonía fija se mantiene aún con un crecimiento periódico, esta ha sido desplazada muy notablemente por la telefonía celular, tanto por la enorme cobertura que ofrece y la fácil accesibilidad. Existen 3 operadoras de telefonía fija, CNT (pública), TVCABLE y Claro (privadas) y cuatro operadoras de telefonía celular, Movistar, Claro y Tuenti (privadas) y CNT (pública).

- Radio: En la localidad existe una gran cantidad de sistemas radiales de transmisión nacional y local, e incluso de provincias y cantones vecinos.

- Medio digital: El Ferrodiario, es un medio digital local referente en la ciudad.[17]

- Medios televisivos: La mayoría de canales son nacionales, aunque se ha incluido canales locales recientemente. El apagón analógico se estableció para el 31 de julio de 2022.[18] Las principales emisoras de televisión son:

| Canales de televisión de la ciudad de Guayaquil | Canales de televisión de la ciudad de Guayaquil | Canales de televisión de la ciudad de Guayaquil | Canales de televisión de la ciudad de Guayaquil | Canales de televisión de la ciudad de Guayaquil | Canales de televisión de la ciudad de Guayaquil |
| Canales VHF                                     | Canales VHF                                     | Canales VHF                                     | Canales VHF                                     | Canales VHF                                     | Canales VHF                                     |
| Emisora                                         | Canal                                           | Emisora                                         | Canal                                           | Emisora                                         | Canal                                           |
| ----------------------------------------------- | ----------------------------------------------- | ----------------------------------------------- | ----------------------------------------------- | ----------------------------------------------- | ----------------------------------------------- |
| Ecuavisa                                        | 2                                               | Ecuador TV                                      | 7                                               | TVC                                             | 11                                              |
| RTS                                             | 4                                               | Gamavisión                                      | 8                                               | Canal Uno                                       | 12                                              |
| Teleamazonas                                    | 5                                               | TC Televisión                                   | 10                                              |                                                 |                                                 |
| Canales UHF                                     |                                                 |                                                 |                                                 |                                                 |                                                 |
| Emisora                                         | Canal                                           | Emisora                                         | Canal                                           | Emisora                                         | Canal                                           |
| TV Legislativa                                  | 22                                              | Telerama                                        | 32                                              | UCSG Radio y Televisión                         | 42                                              |
| Canela TV                                       | 24                                              | América Visión                                  | 34                                              | Educa TV                                        | 43                                              |
| Oromar TV                                       | 26                                              | Televisión Satelital                            | 36                                              | Enlace Ecuador                                  | 46                                              |
| Asomavisión                                     | 28                                              | LaTele                                          | 38                                              | TeleCiudadana                                   | 48                                              |
| RTU Radio y Televisión Unidas                   | 30                                              | ESPOL TV                                        | 40                                              |                                                 |                                                 |
| Televisión Pagada                               |                                                 |                                                 |                                                 |                                                 |                                                 |
| Emisora                                         | Emisora                                         | Emisora                                         | Emisora                                         | Canal                                           | Canal                                           |
| CN Plus                                         | CN Plus                                         | CN Plus                                         | CN Plus                                         | 3                                               | 3                                               |

## Deporte
La Liga Deportiva Cantonal de Durán es el organismo rector del deporte en todo el Cantón Durán y por ende en la urbe se ejerce su autoridad de control. El deporte más popular en la ciudad, al igual que en todo el país, es el fútbol, siendo el deporte con mayor convocatoria. Actualmente existen tres equipos de futbol durandeños activos en la Asociación de Fútbol del Guayas, que participan en la Segunda Categoría del Guayas. Al ser un cantón pequeño en la época de las fundaciones de los grandes equipos del país, Durán carece de un equipo simbólico de la ciudad, por lo que sus habitantes son aficionados en su mayoría de los clubes guayaquileños: Barcelona Sporting Club y Club Sport Emelec. En 2011 el Círculo Deportivo Ferroviarios de Durán, ascendió de Segunda Categoría a Serie B convirtiéndose en el único club durandeño en llegar a Serie B, sin embargo, descendió en 2014.

### Escenarios deportivos
El principal recinto deportivo para la práctica del fútbol es el Estadio Pablo Sandiford. Está ubicado en el kilómetro 1 ½ Vía Durán-Tambo y avenida Roberto Borrero Elizalde del cantón de Durán, provincia del Guayas. Es usado mayoritariamente para la práctica del fútbol y tiene capacidad para 2.000 espectadores.
Desempeña un importante papel en el fútbol local, ya que los clubes durandeños como el Atlético Durán, Paladín "S", Chacarita y Embajadores hacían y/o hacen de locales en este escenario deportivo. El estadio es sede de distintos eventos deportivos a nivel local, así como es escenario para varios eventos de tipo cultural, especialmente conciertos musicales (que también se realizan en el Coliseo de la Liga Cantonal de Durán del cantón Durán).